# Torneo Sub-20 de la Concacaf 1986
El Torneo Sub-20 de la CONCACAF 1986 fue el torneo clasificatorio para la Copa Mundial de Fútbol Sub-20 de 1987 que se disputó en Trinidad y Tobago y que contó con la participación de 10 selecciones juveniles de Norteamérica y el Caribe.
Canadá fue el campeón del torneo tras ser el equipo que más puntos obtuvo en la ronda final.

## Participantes
| Región                   | Particpante(s)                                                                         |
| ------------------------ | -------------------------------------------------------------------------------------- |
| Caribe (CFU)             | Antigua y Barbuda Barbados Bermudas Cuba Jamaica Surinam Trinidad y Tobago (anfitrión) |
| América Central (UNCAF)  | Ninguno                                                                                |
| América del Norte (NAFU) | Canadá México Estados Unidos                                                           |

## Fase de grupos

### Grupo A
| País              | J | G | E | P | GF | GC | GD  | Pts |
| ----------------- | - | - | - | - | -- | -- | --- | --- |
| Canadá            | 4 | 4 | 0 | 0 | 15 | 0  | +15 | 8   |
| Trinidad y Tobago | 4 | 3 | 0 | 1 | 8  | 6  | +2  | 6   |
| Bermudas          | 4 | 1 | 1 | 2 | 8  | 12 | –4  | 3   |
| Antigua y Barbuda | 4 | 0 | 2 | 2 | 5  | 12 | –7  | 2   |
| Barbados          | 4 | 0 | 1 | 3 | 4  | 10 | –6  | 1   |

| 16 agosto | Canadá            | 3–0 | Bermudas          |
|           | Trinidad y Tobago | 3–0 | Barbados          |
| 18 agosto | Barbados          | 1–1 | Antigua y Barbuda |
|           | Bermudas          | 1–3 | Trinidad y Tobago |
| 20 agosto | Antigua y Barbuda | 3–3 | Bermudas          |
|           | Trinidad y Tobago | 0–4 | Canadá            |
| 22 agosto | Bermudas          | 4–3 | Barbados          |
|           | Canadá            | 6–0 | Antigua y Barbuda |
| 24 agosto | Barbados          | 0–2 | Canadá            |
|           | Trinidad y Tobago | 2–1 | Antigua y Barbuda |

### Grupo B
| País           | J | G | E | P | GF | GC | GD | Pts |
| -------------- | - | - | - | - | -- | -- | -- | --- |
| Estados Unidos | 4 | 2 | 1 | 1 | 8  | 1  | +7 | 5   |
| Cuba           | 4 | 2 | 1 | 1 | 4  | 2  | +2 | 5   |
| México         | 4 | 2 | 1 | 1 | 4  | 4  | 0  | 5   |
| Surinam        | 4 | 2 | 0 | 2 | 6  | 6  | 0  | 4   |
| Jamaica        | 4 | 0 | 1 | 3 | 1  | 10 | –9 | 1   |

| 17 agosto | Cuba           | 2–1 | Surinam        |
|           | México         | 0–3 | Estados Unidos |
| 19 agosto | Jamaica        | 0–0 | México         |
|           | Estados Unidos | 0–0 | Cuba           |
| 21 agosto | Jamaica        | 0–5 | Estados Unidos |
|           | Surinam        | 1–3 | México         |
| 23 agosto | Jamaica        | 1–3 | Surinam        |
|           | Cuba           | 0–1 | México         |
| 25 agosto | Estados Unidos | 0–1 | Surinam        |
|           | Cuba           | 2-0 | Jamaica        |

## Ronda final
| País              | J | G | E | P | GF | GC | GD | Pts |
| ----------------- | - | - | - | - | -- | -- | -- | --- |
| Canadá            | 3 | 2 | 1 | 0 | 8  | 2  | +6 | 5   |
| Estados Unidos    | 3 | 1 | 1 | 1 | 2  | 2  | 0  | 3   |
| Trinidad y Tobago | 3 | 1 | 1 | 1 | 1  | 5  | –4 | 3   |
| Cuba              | 3 | 0 | 1 | 2 | 1  | 3  | –2 | 1   |

| 27 agosto | Estados Unidos    | 1–1 | Canadá            |
|           | Cuba              | 0–0 | Trinidad y Tobago |
| 29 agosto | Estados Unidos    | 1–0 | Cuba              |
|           | Trinidad y Tobago | 0–5 | Canadá            |
| 31 agosto | Canadá            | 2–1 | Cuba              |
|           | Trinidad y Tobago | 1–0 | Estados Unidos    |

## Campeón
| Torneo Sub-20 de la CONCACAF 1986 |
| --------------------------------- |
| Bandera de Canadá                 |
| Canadá 1º Título                  |

## Clasificados al Mundial Sub-20
| - Canadá | - Estados Unidos |